# Хакуба
Хакуба (яп. 白馬村 Хакуба-мура) — село в Японии. Расположена к северо-западу от Нагано у подножия Японских Альп. Известный горнолыжный курорт Японии. Площадь села составляет 189,37 км², население — 8916 человек (1 августа 2014), плотность населения — 47,08 чел./км².